# Flying Wild Alaska
Flying Wild Alaska is een documentaire-serie die wordt uitgezonden op Discovery Channel. 
Het programma volgt de familie Tweto uit Unalakleet, Alaska die hun eigen luchtvaartmaatschappij Era Alaska exploiteren. Ze opereren hun vluchten vanuit Unalakleet. Het programma laat ook fragmenten zien van hun basis in Barrow, Deadhorse, en andere plaatsen in Alaska.

## Cast

### Tweto Familie
- Jim Tweto (1954-2023), de COO van de luchtvaartmaatschappij, is geboren in Wichita, Kansas, maar zijn familie verhuisde naar Silver Bay, Minnesota kort na zijn geboorte. Op zijn 18e verhuisde hij naar Anchorage, Alaska met een hockey studiebeurs van de Universiteit van Alaska-Anchorage. Kort nadat hij verhuisd was realiseerde hij zich dat zijn ware passie in de luchtvaart lag, en in 1980 verhuisde hij naar Unalakleet, Alaska, waar hij zijn vrouw Ferno Tweto ontmoette. Hij werd de COO van Era Alaska nadat Frontier Flying Service, Era Aviation en Hageland Aviation fuseerden in 2009, en de grootste regionale luchtvaartmaatschappij van Alaska vormden.[2] Jim Tweto overleed op 16 juni 2023 op 68-jarige leeftijd bij een vliegtuigongeluk.[3]
- Ferno Tweto, de basis manager van Unalakleet en vrouw van COO Jim Tweto, is geboren in Anchorage en opgegroeid in Unalakleet. Ferno is ook een piloot, zij heeft haar brevet gehaald bij een vliegschool in Everett, Washington in 1981. Ferno ontmoette Jim in 1980 toen hij naar Unalakleet kwam, ze trouwden 8 jaar later in 1988. Ze werken sindsdien samen bij het bedrijf, en hebben drie dochters, waarvan er twee in de serie te zien zijn..[4][5]
- Ariel Tweto is onderdeel van het grond personeel van de Unalakleet basis, en is Jim en Ferno's tweede kind. Zoals haar moeder, rent ze cross-country en rent ze sinds mei 2002 nog elke dag. Ze is in het bezit van een private pilot licence[6] Ze heeft ook meegedaan aan de ABC spelshow Wipeout in 2008 en 2009. Ze woont tegenwoordig in Hollywood, Californië om haar droom als actrice te verwezenlijken.[7][8]
- Ayla Tweto is, net als haar zus, onderdeel van het grond personeel van de Unalakleet basis. Ze woont tegenwoordig in Anchorage, Alaska, waar ze leert voor paramedicus. Ze bezoekt haar familie in Unalakleet ieder weekend, en is in het bezit van een private pilot licence.[9]

## Anderen
In de serie zijn ook beelden te zien van verschillende andere piloten uit verschillende steden in Alaska:
- John Ponts: gestationeerd op basis: Barrow.
- Luke Hickerson: gestationeerd op basis: Barrow.
- Erik Snuggerud: gestationeerd op basis: Bethel.
- Sarah Fraher: gestationeerd op basis: Kotzebue.
- Jared Cummings: gestationeerd op basis: Kotzebue.
- Doug Stewart: gestationeerd op basis: Nome.
- Nick Stone: gestationeerd op basis: Nome.
- Ben Pedersen: gestationeerd op basis: Unalakleet.

## Afleveringen

### Seizoen 1 (2011)
| 1(1) | "Meet the Twetos" | 14 januari 2011  | februari 2012 |
| Beschrijving: In het koude Alaskaanse dorp Unalakleet, exploiteert de familie Tweto hun luchtvaartmaatschappij Era Alaska Aviation in de strijd met de elementen om goederen en passagiers te vervoeren naar de meest geïsoleerde plekken in Noord-Amerika. |                   |                  |               |
| 2(2) | "Life or Death"   | 21 januari 2011  | februari 2012 |
| Beschrijving: Piloot Luke Hickerson transporteert gevaarlijke chemicaliën van Barrow naar het afgelegen dorpje Atqasuk. In Unalakleet, eist de koude en donkere winter zijn eerste slachtoffer en Jim moet vervoer regelen voor de doodskist. |                   |                  |               |
| 3(3) | "Blow it Up"      | 28 januari 2011  | februari 2012 |
| Beschrijving: Tijdens een gevaarlijke missie, vliegt piloot Doug Doherty langs het Russisch luchtruim om vluchtige explosieven te vervoeren naar het eiland St. Lawrence. Jim vervoerd een aantal mensen naar de meest afgelegen hut in Alaska. |                   |                  |               |
| 4(4) | "Indian Summer"   | 4 februari 2011  | februari 2012 |
| Beschrijving: Door ongewoon warm weer moet Jim naar Brooks Range, om op zoek te gaan naar potentiële landingsbanen. Ferno en Ariel bereiden een Eskimo feest voor terugkerend piloot John Ponts. De week eindigt met een ijzige duik in de Unalakleet Rivier. |                   |                  |               |
| 5(5) | "Tundra Taxis"    | 11 februari 2011 | februari 2012 |
| Beschrijving: In Bethel zijn bouwvakkers hard bezig ERA's nieuwe hangaar zo snel mogelijk af te krijgen, voor de onvergeeflijke winter sneeuw arriveert. Maar wanneer Jim invliegt om de vooruitgang te controleren, is hij verre van blij. In Unalakleet blazen felle zijwinden John Ponts zijn kleine Cessna 207 hard een en weer.                                                |                   |                  |               |
| 6(6) | "Greenhorn Ben"   | 18 februari 2011 | februari 2012 |
| Beschrijving: Piloot Yuri Ivanoff traint in Bethel voor een potentiële promotie om de Cessna 208 Caravan te mogen vliegen. Maar gevaar dreigt wanneer er hevige ijsvorming op de vleugels optreedt. In Unalakleet zorgen weken van regen ervoor dan Jim een rivierlanding moet maken en groentje Ben komt werken bij Era Alaska tijdens ongeveer het slechtste vliegweer in tijden. |                   |                  |               |
| 7(7) | "Deep Freeze"     | 25 februari 2011 | 2 maart 2012  |
| Beschrijving: Era Alaska doet een speciale bezorging van een hoektand aan viervoudig Iditarod kampioen Lance Mackey in Fairbanks. Na de eerste sneeuw in Unalakleet, bieden Jim en Ferno het hoofd aan een toevloed van leerkrachten op hun drukste dag van het jaar. |                   |                  |               |
| 8(8) | "Bush Brawl"      | 4 maart 2011     | 5 maart 2012  |
| Beschrijving: Dankzij een gevaarlijke bevroren rivier begeven Jim en Ferno zich op dun ijs, terwijl Ariels vlieglessen eindigen in frustratie. De grootste sneeuwstorm van het seizoen arriveert, en sluit het hele westen van Alaska af, waardoor sommige piloten van Era in de lucht moeten blijven.                                                                              |                   |                  |               |
| 9(9) | "Trick or Tweto"  | 11 maart 2011    | 6 maart 2012  |
| Beschrijving: Halloween in Alaska brengt heftige zijwinden die grote schade aanrichten op de kleine vliegtuigen van Era. Ariel hoopt het familiebedrijf te leren leiden, maar een stroomstoring test haar kwaliteiten als basis manager. |                   |                  |               |
| 10(10) | "Goodbye Sun"     | 18 maart 2011    | 7 maart 2012  |
| Beschrijving: De aankomende donkere winter zorgt voor een massale uittocht uit Unalakleet. In Barrow probeert een smokkelaar illegale likeur in te voeren en begeeft Luke zich in een race tegen de klok met een gewaagde reddingspoging, voordat de zon voor 2 maanden onder zal gaan.                                                                                             |                   |                  |               |

### Seizoen 2 (2011)
| 1(11) | "Arctic Winds"           | 28 oktober 2011  | 17 juni 2013 |
| Beschrijving: John Ponts strijd tegen zware turbulentie en boze passagiers op een vlucht door de Nulato Hills. Jim en Ferno laten de terminal in de handen van de piloten, Sarah's vlucht om een dorpeling te redden gaat verloren in een storm en verandert in een strijd om haar eigen levensbehoud.                                                                        |                          |                  |              |
| 2(12) | "Tomorrow Island"        | 4 november 2011  | 24 juni 2013 |
| Beschrijving: Twee piloten zoeken hun grenzen op, om vitale vaccins te brengen op twee mijl van Rusland op de meest verraderlijke landingsbaan in Alaska. In Unalakleet, gaat Ariel Tweto wederom de lucht in en bewijst dat ze nog veel te leren heeft. |                          |                  |              |
| 3(13) | "Money in the Sky"       | 11 november 2011 | 20 juni 2013 |
| Beschrijving: Twee piloten proberen een specialistische boor te leveren door een zee van mist. Luke brengt de allereerste ATM naar Wainwright, samen met een vliegtuig vol geld. Erik racet om passagiers en kritische benodigdheden te leveren voordat een voorjaar storm hem aan de grond houdt.                                                                            |                          |                  |              |
| 4(14) | "Era Alaska Rises Again" | 18 november 2011 | 18 juni 2013 |
| Beschrijving: Jim krijgt een riskante landing voor zijn kiezen op een bevroren rivier, terwijl Luke problemen heeft om met zijn vliegtuig op te stijgen, en een piloot vervoerd vaccins naar de Russische grens. |                          |                  |              |
| 5(15) | "Every dog has it's day" | 25 november 2011 | 19 juni 2013 |
| Beschrijving: De Iditarod hondensleerace gebruikt de vluchten van Era Alaska. Ayla, Ariel en Ferno rennen met rendieren in Anchorage, een piloot krijgt te maken met een storing, er is een tsunami-waarschuwing afgegeven voor de westkust. |                          |                  |              |
| 6(16) | "Blizzard BBQ"           | 2 december 2011  | 21 juni 2013 |
| Beschrijving: Een late winter storm bedreigd de vluchten. Ben krijgt te maken met ijsvorming, terwijl Erik drastische maatregelen moet treffen om medicijnen te verzenden naar een ingesneeuwde dorp. |                          |                  |              |
| 7(17) | "Guts and Glory"         | 9 december 2011  | 25 juni 2013 |
| Beschrijving: Jim vliegt een groep Berg beklimmers naar Brooks Range; Luke neemt een walvisvaart bemanning mee over de zee om te zoeken naar een jacht gebied. |                          |                  |              |
| 8(18) | "Top of the World"       | 16 december 2011 | 26 juni 2013 |
| Beschrijving: Jim probeert vermiste berg beklimmers te vinden nabij Brooks Range; Luke racet een dorp oudste naar een ziekenhuis. Een piloot probeert een snelheidsrecord te halen naar de Noordpool. |                          |                  |              |
| 9(19) | "Breakup"                | 23 december 2011 | 27 juni 2013 |
| Beschrijving: Era Alaska biedt hulp aan een door zware overstromingen verwoest dorp. Twee piloten verdwalen in een zee van mist nabij de Russische kust, terwijl ze broodnodige munitie proberen te leveren. In Anchorage, krijgt de net ingebouwde krachtigere motor van Jim's favoriete Cessna 180 een klein brandje bij de eerste start.                                   |                          |                  |              |
| 10(20) | "Cakes on a Plane"       | 30 december 2011 | 28 juni 2013 |
| Beschrijving: John Ponts oude skate groepje arriveert om een skatepark te bouwen voor de lokale kinderen op nieuw aangelegde wegen in Unk's. Ariel gaat de lucht in met een nieuw vliegtuig, wat rampzalige gevolgen heeft. leiding gegevend piloot Erik vecht tegen zeer zware turbulentie met een heel speciale transport.                                                  |                          |                  |              |
| 11(21) | "Prop, Drop and Ball"    | 6 januari 2012   | 1 juli 2013  |
| Beschrijving: Een zware lading gevaarlijke propaan tanks verschuift tijdens het opstijgen, wat leidt tot een afgebroken start. Een basketbal wedstrijd tussen het grond personeel en de piloten leidt tot nieuwe werkopdrachten. Jim en Ferno doen een lucht dropping van benodigdheden voor beer jagers, terwijl Ariel haar vlieglessen voortzet met haar instructeur Ponts. |                          |                  |              |
| 12(22) | "New Wings over Alaska"  | 13 januari 2012  | 2 juli 2013  |
| Beschrijving: Ariel zoekt naar zeemeeuw eieren. Erik heeft een ruwe vlucht over een berucht landingsgebied, Sarah heeft haar eerste vlucht in een 208. |                          |                  |              |
| 13(23) | "One Flying Family"      | 20 januari 2012  | 3 juli 2013  |
| Beschrijving: Era Alaska vervoerd brandweer bemanningen om bosbranden in het hele land te bestrijden; Ariel vliegt voor de eerste keer solo. Ponts navigeert zich door een dodelijke pas op zijn eerste oefenvlucht. |                          |                  |              |

### Seizoen 3 (2012)
| 1(24) | "Running out of Time" | 8 juni 2012  |  |
| Beschrijving: Era Alaska moet zich voorbereiden om een brutale winter te overleven. Ariel Tweto sluit zich aan, in een wanhopige zoektocht naar haar vermiste vriend. Sarah Fraher probeert een moeilijke landing, om een gestrande piloot halverwege de baan helpen. John Ponts probeert een lucht dropping te doen over het geïsoleerde kamp Kavik. |                       |              |  |
| 2(25) | "Zero Cabin Pressure" | 15 juni 2012 |  |
| Beschrijving: Alaska's zwaarste winter in jaren creëert verwoesting op de vloot van Era Alaska. Sarah Fraher's vliegtuigdeur opent plots halverwege de vlucht. Doug's remmen bevriezen op een ijzige baan bij het vervoeren van explosieve chemicaliën. Jim probeert een riskante landing boven op de bevroren Anvik-rivier.                          |                       |              |  |
| 3(26) | "Solar Flare Danger"  | 22 juni 2012 |  |
| Beschrijving: Dorpelingen in Wainwright verliezen hun watervoorziening, dat te wijten is aan de Arctische kou. Zonnesteken zorgen dat Ponts en Ben vlucht in gevaar komt. In Unalakleet, loopt een crimineel vrij rond, waardoor de Tweto's op hun hoede zijn.                                                                                        |                       |              |  |
| 4(27) | "Return To Diomede"   | 29 juni 2012 |  |
| Beschrijving: De epische Iditarod hondenslee race begint in Anchorage. Piloot Doug Stewart test zijn grenzen tijdens een landing op een baan die smelt in de oceaan. Piloot John Kapsner racet om twee sneeuw machine berijders te lokaliseren die vermist worden in het Alaskaanse bosgebied.                                                        |                       |              |  |
| 5(28) | "Money Pit"           | 6 juli 2012  |  |
| Beschrijving: Erik wordt geplaagd door mechanische problemen. Doug en John moeten moeite doen om hun vliegtuigen op de ijzige landingsbaan te houden. Ariel ontvangt een verrassend bezoek. |                       |              |  |
| 6(29) | "Radio Silence"       | 13 juli 2012 |  |
| Beschrijving: Ariel verliest radiocontact tijdens een solovlucht. Erik worstelt om zijn vliegtuig te landen op een smalle baan. |                       |              |  |
| 7(30) | "Into The Wind"       | 20 juli 2012 |  |
| Beschrijving: Jim Tweto maakt een bijna onmogelijke landing op Unalakleet. Sarah Fraher knokt tegen sterke zijwinden terwijl ze brandstof probeert te leveren aan een onderzoeksbasis. |                       |              |  |
| 8(31) | "End of an Era"       | 20 juli 2012 |  |
| Beschrijving: De laatste aflevering. Na 30 jaar leiden van Era Alaska, overweegt Jim Tweto met pensioen te gaan. Doug verliest zijn elektronica boven de noordelijke regio. Ariel is aan het einde van haar opleiding en slaagt voor haar brevet en heeft haar private pilot licence gehaald.                                                         |                       |              |  |